# Aldo Donelli
Aldo Teo Donelli, surnommé Buff ou Buck, est un joueur américain de football et de football américain, né le 22 juillet 1907 à South Fayette Township en Pennsylvanie, et mort le 9 août 1994.

## Biographie
En tant qu'attaquant, il est international américain à deux reprises, toutes les deux en 1934, pour cinq buts. Son premier match est joué contre le Mexique, dans le cadre des éliminatoires de la Coupe du monde de football 1934, à Rome, où il inscrit un quadruplé et permet la qualification pour la phase finale.
En phase finale, les États-Unis rencontrent le pays organisateur, l'Italie. Ils s'inclinent sur le score de 7 buts à 1, malgré le but d'Aldo Donelli à la 57e minute. Donelli joue alors dans le club de Pittsburgh Curry Silver Tops. C'est sa deuxième et dernière sélection avec les États-Unis. Il joue un dernier match non officiel contre l'Écosse en 1935.
En 1954, il est intronisé au National Soccer Hall of Fame, sorte de panthéon du football aux États-Unis.
Donelli se recentre ensuite sur le football américain, entraînant les clubs des Steelers de Pittsburgh de 1939 à 1941 et celui des Rams de Saint-Louis en 1944.